# Chard and Taunton Railway

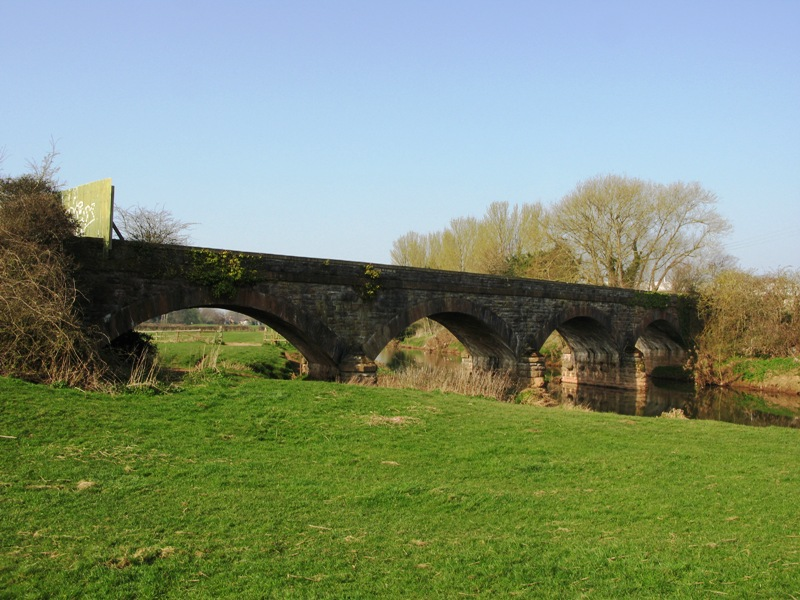
Brücke über den Tone bei Creech St. Michael

Die Chard and Taunton Railway war eine britische Eisenbahngesellschaft in Somerset in Südwest-England. 
Die Gesellschaft wurde am 6. August 1861 gegründet um eine Strecke von Taunton nach Chard zu errichten. Den Bau der Linie übernahm die Bristol and Exeter Railway. Die B&ER übernahm zum 8. Juni 1863 die Gesellschaft.
Die am 11. September 1866 eröffnete Strecke führte teilweise entlang des Chard-Kanales von 1842 und war in der Breitspur von 2140 mm ausgeführt. Sie zweigte in Creech Junction (östlich von Taunton) von der Hauptstrecke Bristol-Exeter ab und führte über Ilminster nach Chard. Dort bestand eine Verbindung mit der London and South Western Railway. Durch die Great Western Railway wurde die Strecke am 19. Juli 1891 auf Normalspur umgestellt. Nach einer zeitweiligen Stilllegung 1951 durch die Energiekrise erfolgte 1964 das endgültige Aus der Strecke durch die Beeching-Axt.